# Gmina Floyd (hrabstwo Floyd)

Położenie Gminy Floyd w hrabstwie Floyd

Gmina Floyd (ang. Floyd Township) – gmina w USA, w stanie Iowa, w hrabstwie Floyd. Według danych z 2000 roku gmina miała 1 032 mieszkańców, a jej powierzchnia wynosi 109,67 km².